# Veruša (Czarnogóra)
Veruša (cyr. Веруша) – wieś w Czarnogórze, w gminie Podgorica. W 2011 roku liczyła 41 mieszkańców.